# Cắt Ấn Độ

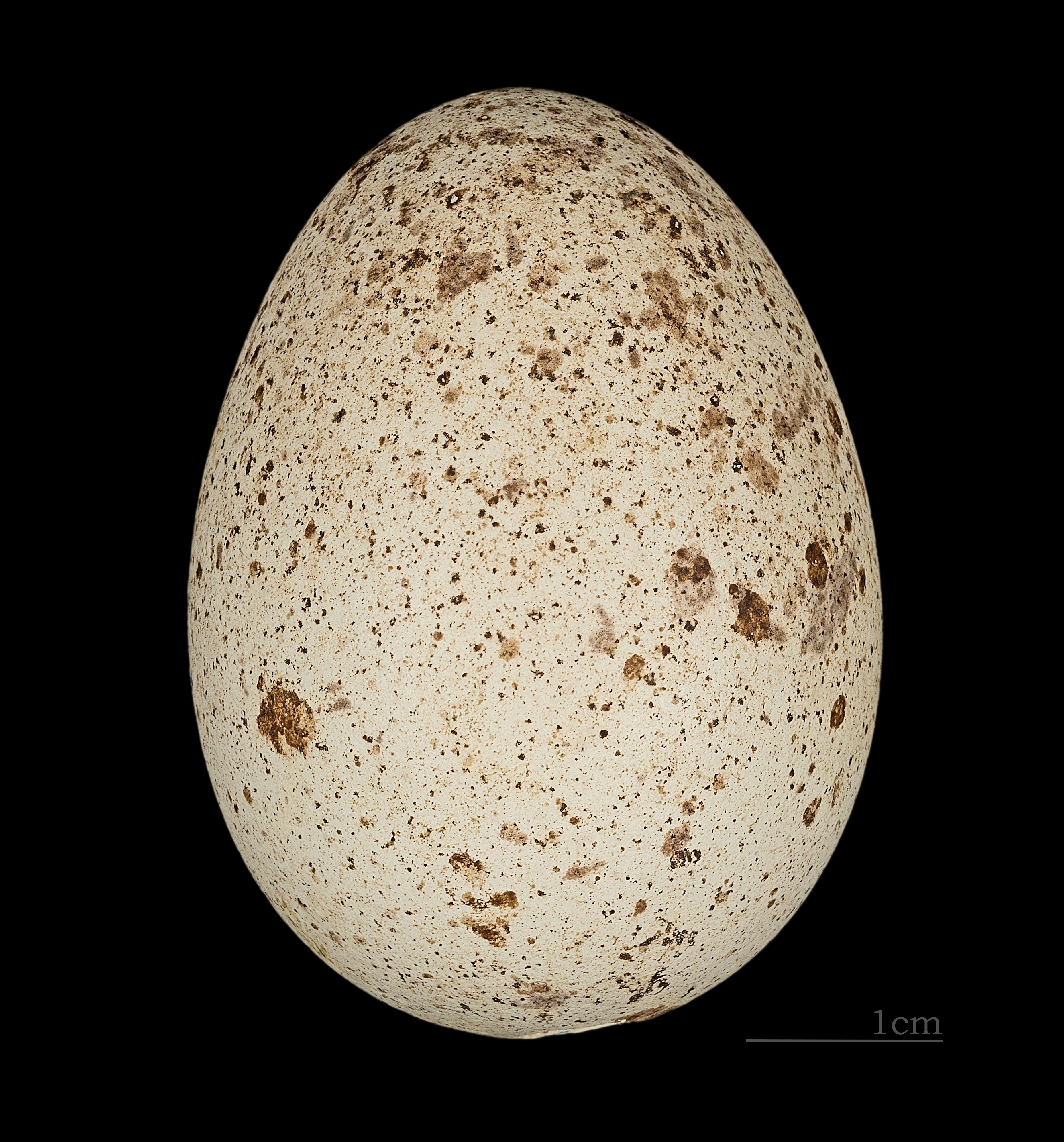
Falco jugger

Cắt Ấn Độ (danh pháp hai phần: Falco jugger) là một loài chim thuộc chi Cắt trong họ Cắt. Loài này phân bố ở tiểu lục địa Ấn Độ, từ cực đông nam Iran, phía đông nam Afghanistan, Pakistan, qua Ấn Độ, Nepal, Bhutan, Bangladesh và phía tây bắc Myanma.
Nó tương tự như cắt Lanner nhưng tổng thể là sẫm màu hơn, và có "quần" (các sợi lông vũ mọc quanh khu vực xương chày-cổ chân) hơi đen. 